# Pleiochaeta setosa
Pleiochaeta setosa är en svampart som först beskrevs av Kirchn., och fick sitt nu gällande namn av S. Hughes 1951. Pleiochaeta setosa ingår i släktet Pleiochaeta, divisionen sporsäcksvampar och riket svampar.   Inga underarter finns listade i Catalogue of Life.